# Jorge Lacão

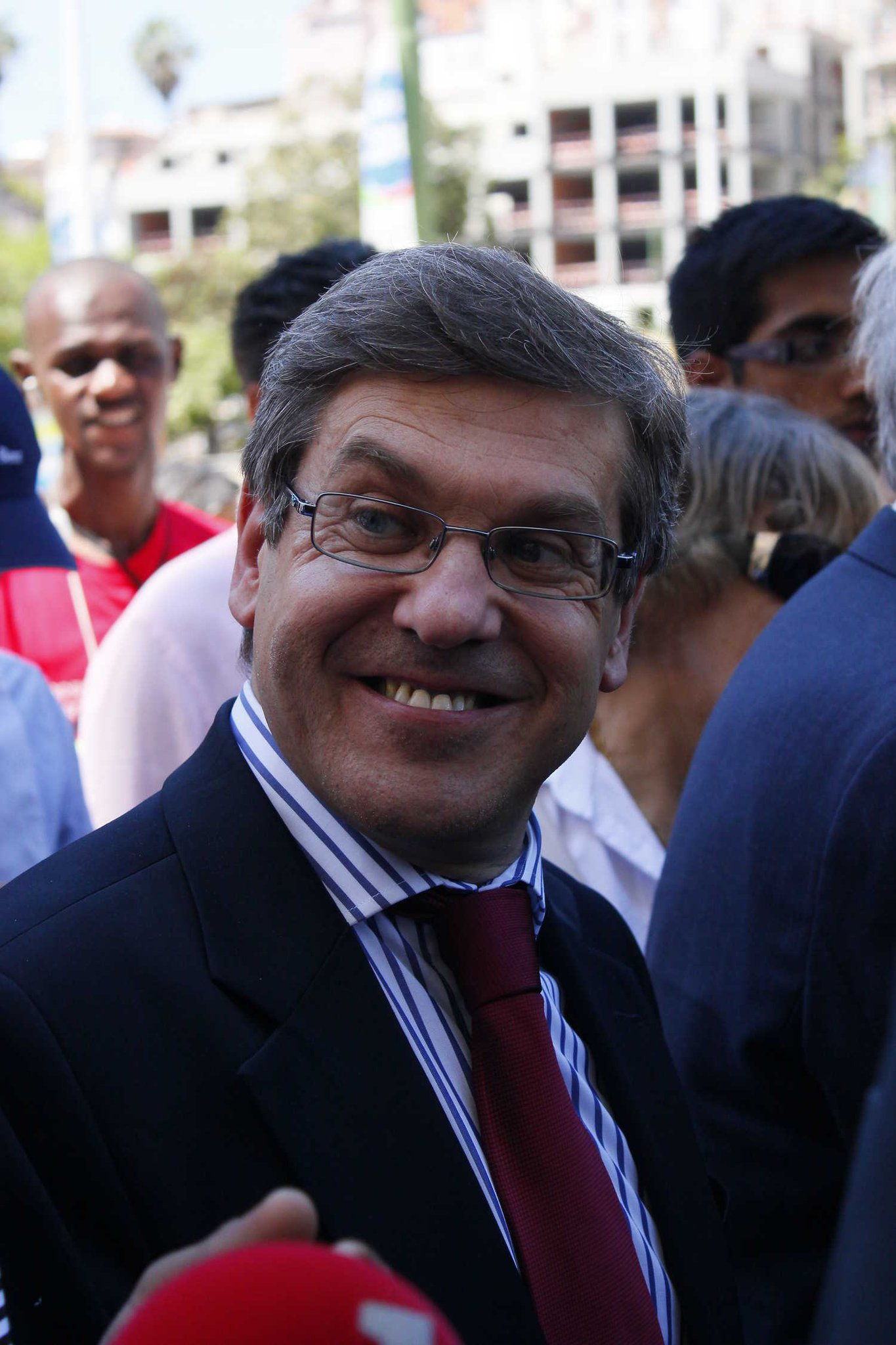
Jorge Lacão (2011)

Jorge Lacão Costa (* 4. September 1954 in Alagoa, Portalegre) ist ein portugiesischer Politiker des Partido Socialista (PS), der unter anderem zwischen 1983 und 2009 sowie erneut von 2011 und 2022 Mitglied der Assembleia da República war. Er fungierte zudem von 2005 bis 2009 im Kabinett Sócrates I als Staatssekretär sowie zwischen 2009 und 2011 im Kabinett Sócrates II als Minister für Parlamentsangelegenheiten.

## Leben
Jorge Lacão Costa absolvierte ein Studium der Rechtswissenschaften, welches er mit einem Lizenziat abschloss (Licenciatura em Direito), und war danach als Rechtsanwalt tätig. Am 25. April 1983 wurde er für die Sozialistische Partei PS (Partido Socialista) erstmals Mitglied des Parlaments (Assembleia da República) und vertrat in diesem bis zum 14. Oktober 2009 den Wahlkreis „Santarém“. Daneben engagierte er sich in der Kommunalpolitik und war von 1993 bis 2009   Präsident der Gemeindeversammlung von Abrantes. Er war in der VII. Legislaturperiode (27. Oktober 1995 bis 24. Oktober 1999) Vorsitzender des Ethikausschusses sowie zwischen 1995 und 1997 auch Vorsitzender der PS-Fraktion im Parlament. Des Weiteren war er zeitweilig Präsident des Sonderausschusses für Verfassungsprüfung sowie Vorsitzender des Ausschusses für konstitutionelle Fragen, Rechte, Freiheiten und Garantien und lehrte bis 2005 als Gastprofessor an der Universität Lusíada in Lissabon.
Im Kabinett Sócrates I (12. März 2005 bis 26. Oktober 2009) fungierte Lacão als Staatssekretär im Amt von Premierminister José Sócrates Im Kabinett Sócrates II (26. Oktober 2009 bis 21. Juni 2011) übernahm er das Amt des Ministers für Parlamentsangelegenheiten (Ministro dos Assuntos Parlamentares). Er wurde am 20. Juni 2011 wieder Mitglied des Parlaments und vertrat in diesem nunmehr bis zum 28. März 2022 den Wahlkreis „Lisboa“. Er war zeitweise auch Mitglied der portugiesischen Delegation beim Europarat und fungierte in der XIII. Legislaturperiode (23. Oktober 2015 bis 24. Oktober 2019) Vizepräsident der Versammlung der Republik. Darüber hinaus fungierte er als Präsident der „Antero de Quental“-Stiftung.